# Yoram Dori

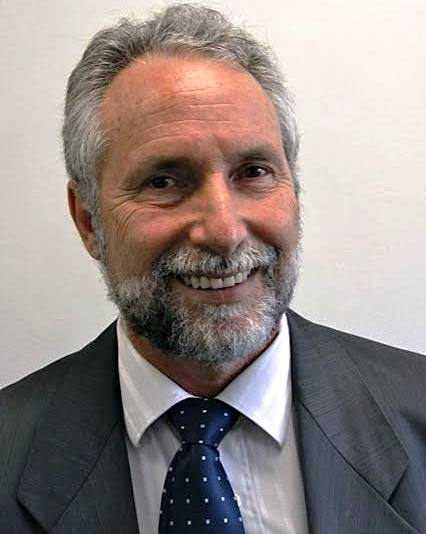
Yoram Dori, 2015

Yoram Dori (hebräisch יורם דורי, * 1950 in Tel Aviv) ist strategischer Politikberater und Generaldirektor der Dori Ltd. Er diente jahrelang als enger Berater des israelischen Staatspräsidenten Shimon Peres.

## Leben
Yoram Dori diente in der Armee als Ausbilder der Panzer-Artillerie. Im Jom-Kippur-Krieg kämpfte er im Sinai als Kanonier im 600. Panzer-Regiment. Sein Panzer wurde getroffen und der Kommandant Mordechai Ilan Kitai getötet. 
Nach seinem Wehrdienst absolvierte er ein BA-Studium an der Universität Tel Aviv, Abteilung für Politikwissenschaft und Philosophische Fakultät. Er erreichte seinen Master-Abschluss in der Abteilung Arbeits-Studien. 
Dori diente als geschäftsführender Sekretär der Nationalen Organisation studentischer Mitglieder der Israelischen Arbeitspartei. Weiter war er Leiter der Jugendabteilung der Arbeitnehmer-Organisation in Tel Aviv und Leiter der Abteilung für Presse- und Öffentlichkeitsarbeit bei der Jewish Agency und der World Zionist Organization in Tel Aviv. Er arbeitete als Sprecher des Vorsitzenden der Jewish Agency Simcha Dinitz, der Moschawim-Bewegung, der 11. und 12. Makkabiade und als Vorstandsmitglied und Sprecher des Sportvereins Hapoel Tel Aviv. 
Yoram Dori diente als Sprecher und Berater der israelischen Arbeitspartei unter dem Vorsitz von Jitzchak Rabin, Peres und Ehud Barak. Am Anfang des neuen Jahrtausends war er Sonderberater des Peres Center for Peace. 
Nach der Wahl von Schimon Peres zum israelischen Staatspräsidenten, in dessen Wahlkampf Dori einen entscheidenden Beitrag leistete, wurde er zum strategischen Berater des Präsidenten ernannt. 
Seit vielen Jahren dient Dori als Sprachrohr der World Jewish Restitution Organization (WJRO). Er führte die Kampagne gegen die Schweizer Banken über nachrichtenlose Konten von Opfern des Holocaust. 
Yoram Dori ist verheiratet mit Batia, hat vier Kinder und 5 Enkelkinder. Er lebt in Giv'at Schmuel in der Nähe von Tel Aviv.